# Ёж (линейный корабль)
«Ёж» или «Игель» (от нем. igel — ёж) — парусный линейный корабль Азовского флота Российской империи пятого ранга, построенный кумпанством князя Я. Ф. Долгорукого.

## Описание судна
Построенные для Азовского флота корабли, в числе которых был и «Ёж», первоначально были названы баркалонами (от итал. barca longo — длинная барка), однако фактически соответствовали кораблям 5-го класса по принятой в Европе в конце XVII века классификации и в последующие годы во всех документах числились в качестве кораблей. Представляли собой двух- или трехмачтовые корабли с прямым и косыми парусным вооружением, вооружались 26—46 орудиями различного калибра, включавшие двух-, четырёх-, шестифунтовые орудия и дробовики.
Длина корабля составляла 38,4 метра, ширина по сведениям из различных источников — от 7,5 до  8,1 метра. Вооружение судна составляли 40 орудий,  а экипаж состоял из 150 человек.  Девиз корабля: «Лестию и рукою».
Как и все корабли, построенные кумпанствами, отличался несовершенством конструкции и низким качеством выполнения работ по постройке.
Был одним из трёх парусных и парусно-гребных судов в истории Российского флота, носившим такое наименование.  Также в составе Каспийской флотилии нёс службу одноимённый шмак 1703 года постройки, а в составе Черноморского флота — парусно-гребная канонерская лодка 1822 года постройки.

## История службы
Линейный корабль «Ёж» был заложен кумпанством князя Я. Ф. Долгорукого на Коротоякской верфи в 1697 году и после спуска на воду в 1700 году вошёл в состав Азовского флота России. Строительство вёл кораблестроитель Д. Фейкес.
После постройки корабль был переведён в Таганрог. В 1704, 1707, 1709 и 1710 годах совершал плавания в урочище Берды для доставки оттуда в Таганрог соли, в 1710 году зимовал в Азове.
В 1710 году корабль «Ёж» был разобран в Таганроге.

## Командиры корабля
Командирами линейного корабля «Ёж» в разное время служили:
- капитан галерного флота Л. Стель (1704—1709 годы)[11].
- капитан Г. Нанинг (1710 год)[комм. 3][10].

### Комментарии
1. ↑  126 футов.
2. ↑  26 футов 5,5 дюймов.
3. ↑  Датчанин на русской службе.